# Live at Vilnius Jazz Festival (Hooker-Mockūnas-Album)
Live at Vilnius Jazz Festival ist ein Jazzalbum von William Hooker und Liudas Mockūnas. Die am 11. Oktober 2013 auf dem Vilnius Jazz Festival entstandenen Aufnahmen erschienen 2014 auf NoBusiness Records.

## Hintergrund
Der litauische Saxophonist Liudas Mockūnas trat beim Vilnius Jazz Festival mit dem amerikanischen Schlagzeuger William Hooker im Oktober 2013 auf. In ihrem Konzert boten sie eine 53-minütige Duo-Improvisation. Die vier langen Tracks sind Teil einer kontinuierlichen Darbietung.

## Titelliste
- William Hooker & Liudas Mockūnas: Live at Vilnius Jazz Festival (NoBusiness Records)[1]

1. Id 17:28
2. Idea 13:17
3. Ideal 15:33
4. Idol 7:14

## Rezeption
Nach Ansicht von Mark Corroto, der das Album in All About Jazz rezensierte, ist hier sicherlich die Kombination aus Hookers Dynamik und Mockūnas berstender Lungentätigkeit ausschlaggebend, ebenso wie ein anspruchsvoller, subtiler Klang dieser Aufführung. Hookers Einsatz von donnernden Rocktrommeln, die oft von Improvisationsmusikern gemieden würden, ergänze hier vortrefflich Mockūnas' Saxophonspiel. Schwindelerregende Übergänge unterstreichen ihre Musik. Das Hämmern von „Idea“ verwandle sich in „Ideal“ in das Rasseln von Stöcken auf Metall. Hooker sorge hier für einen kontinuierlichen Puls, während Mockūnas sich mit einem schlendernden Solo herumschlängle. Liudas Mockūna’ Klang könne ebenso stumpf und donnernd wie geschmeidig und präzise sein.
Beide Männer waren an diesem Tag in Höchstform, meinte John Sharpe (All About Jazz); Mockūnas und Hooker würden ein entspanntes, zielstrebiges Paar bilden. Ein starkes Gefühl des gegenseitigen Engagements durchdringe die vier gemeinsam improvisierten Abschnitte. Mockūnas würde aus der Familie der Saxophonisten Peter Brötzmann/Mats Gustafsson stammen: Wie sie stelle er breit aufgestellte, elementare Präsenz dar und verbinde grob geätzte Lyrik mit übertriebenen, geronnenen Böen. Hooker reagiere darauf, als würde er einer Partitur folgen, die nur er erkennen kann. Seine konzentrierten Ausrufe würden einen sich entfaltenden Teppich aus strukturierten Interjektionen erzeugen, der den Blasmusiker sowohl beflügle als auch ansporne. Jeder lasse dem anderen reichlich Spielraum in großzügiger, transparenter Interaktion während des gesamten Konzerts, aufgelockert durch zwei kurze Solo-Zwischenspiele in „Ideal“.